# Arwi
Arwi är en arabisk-influerad dialekt av tamil som skrivs med ett utökat arabiskt alfabet. Den används av den muslimska minoriteten i området Tamil Nadu i Indien och på Sri Lanka.